# Juan Olivares
Juan Olivares (Viña del Mar, 20 febbraio 1941) è un ex calciatore cileno, di ruolo portiere.